# 콜리마 (지역)
콜리마(Колыма́)는 러시아 극동의 역사적 지역으로, 콜리마강 유역과 오호츠크해 북안의 마가단주, 그리고 둘 사이를 구분하는 콜리마산맥으로 이루어진다. 행정구역 상 하나의 구획이 된 적은 없으며 현재 마가단주와 사하 공화국 및 축치 자치구의 일부 지역에 해당한다. 지역 일부가 북극권과 겹치며 1년 중 최대 6개월 간 매우 추운 겨울이 지속되는 아극 기후를 보인다. 영구 동토층과 툰드라가 지역의 대부분을 덮고 있다.
이 지역에는 금, 은, 주석, 텅스텐, 수은, 구리, 안티몬, 석탄, 석유, 이탄이 풍부하게 매장되어 있으며 20세기 초반 소련 산업화 시대에 정치범들을 이곳의 굴라그에 수용하여 강제 노동을 시킴으로써 광업 지역으로 개발되었다. 최대 도시는 주민 약 10만 명의 마가단이다.

## 같이 보기
- 굴라크
- 세보스틀라크